# 1930: Il domatore delle scimmie
1930: Il domatore delle scimmie è un album del 1975 di Nada, realizzato con il gruppo di rock progressivo Reale Accademia di Musica.

## Il disco
Dopo l'album scritto da Piero Ciampi, Ho scoperto che esisto anch'io, Nada realizza un album con alcuni componenti della Reale Accademia di Musica, gruppo di rock progressivo. L'autore di tutti i brani è Henryk Topel, tranne Cinema, testo di Enzo De Luca e musica di Henryk Topel, Sexy rosa, testo di Henryk Topel e Nada Malanima e musica di Henryk Topel, Perché non doni il tuo amore, testo e musica di Enzo De Luca e Lady Onion, testo di Henryk Topel e musica di Henryk Topel, che si occupa degli arrangiamenti e suona in tutte le canzoni.
Il disco però viene stampato in pochissime copie, non ottenendo un grande riscontro di vendite, andando presto fuori catalogo e diventando quindi una rarità.
In seguito Nada ed Henryk Topel effettuano alcune serate insieme.

## Tracce
LATO A
1. Il domatore di scimmie – 3:17
2. Sexy rosa – 4:59
3. Perché non doni il tuo amore – 2:50
4. Alte sfere – 3:08
5. È bello cantare – 2:44
6. Idea comune – 3:07

LATO B
1. Nuda – 3:09
2. Lady Onion – 3:01
3. Cinema – 2:19
4. Nada – 3:27
5. Il mostro – 3:33
6. Parabola – 0:54

## I musicisti
La Reale Accademia di Musica:
- Aldo Colangelo (tastiere)
- Gianfranco Coletta (chitarra)
- Carlo Bruno (basso)
- Roberto Senzasono (batteria)
- Henryk Topel (chitarra, cori)
- Enzo De Luca (chitarra, cori)